# 赤堀可乃子
赤堀 可乃子（あかほり かのこ、1990年3月5日 - ）は、日本の女性声優。埼玉県出身。キャロットハウス所属。

## 略歴
少女時代に憧れていた職業はイラストレーターで、オリジナルキャラをグッズ化するのが夢だったという。
ゲーム『テイルズ オブ エターニア』をプレイしていた時、声優の演技に感銘を受けて、「お芝居って素敵だなぁ」と魅力を感じていたという。
当時は声だけで感銘を受けることできることができるとはすごく、「私にもできるのかしら」と小学5年生の時に声優になることを決意し、青二塾を経て、現在の事務所・キャロットハウスに所属。その頃、恩師となる北川米彦と出会うことができたという。
2012年発売のPSP用ソフト『キミカレ〜新学期〜』への出演がゲーム作品初出演。以降、オトメイト作品のサブキャラクターを中心に、ゲーム作品への声の出演を続けている。

## 人物
趣味は音楽鑑賞、歌、カフェ巡り。特技は相対音感、バルーンアート、口笛。全商情報処理検定ビジネス情報部門1級、日本語ワープロ検定2級、全商英語検定1級の資格を持つ。
尊敬する(目標とする)声優もしくは俳優は北川米彦、皆口裕子、三瓶由布子。
座右の銘は「明日ありと思う心の仇桜」。

## 出演

### テレビアニメ
- Code:Realize 〜創世の姫君〜（2017年、ギネヴィア）

### ゲーム
2012年
- キミカレ〜新学期〜（女子中学生、同級生、猫 他）
- 白華の檻 〜緋色の欠片4〜（隠岐秋房〈少年時代〉、東風姫 他）

2013年
- 薄桜鬼 懐古録
- 裏語 薄桜鬼（子供）
- 十鬼の絆 花結綴り（悠 他）
- しらつゆの怪（孝臣の姉）
- 白華の檻 〜緋色の欠片4〜 四季の詩（秋篠家の者）
- BROTHERS CONFLICT Brilliant Blue（朝日奈琉生〈幼少時代〉）
- SNOW BOUND LAND

2014年
- 薄桜鬼SSL 〜sweet school life〜
- AMNESIA World
- 裏語 薄桜鬼〜暁の調べ〜
- BinaryStar（てふてふ）
- Code:Realize 〜創世の姫君〜（追跡者）

2015年
- 百華夜光
- CLOCK ZERO 〜終焉の一秒〜 ExTime
- 猛獣使いと王子様 〜Flower ＆ Snow〜
- ケイオスドラゴン 混沌戦争
- レンドフルール
- ゆのはなSpRING!（八嶋唯夏）
- 天空のクラフトフリート（フランカ）

2016年
- チェインクロニクル（深紅の銃士フォンダ）
- エンジェルマスター（アンナ）
- BROTHERS CONFLICT Precious Baby（朝日奈琉生〈幼少時代〉)
- Collar×Malice
- 猛獣たちとお姫様
- ワールドチェイン（マティルダ・オブ・フランダース、クラウディア・オクタウィア）
- ゆのはなSpRING! 〜Cherishing Time〜
- Code:Realize 〜祝福の未来〜（ギネヴィア）

2017年
- 花朧 〜戦国伝乱奇〜（ねね、幼少期武田信玄）
- Side Kicks!（ヤブキ）
- プリンセス・プリンシパル GAME OF MISSION（有栖川薫）
- Code:Realize 〜彩虹の花束〜（追跡者）
- 猛獣たちとお姫様 〜in blossom〜
- Code:Realize 〜白銀の奇跡〜（ギネヴィア）

2018年
- Collar×Malice -Unlimited-

2019年
- ゆのはなSpRING! 〜Mellow Times〜 for Nintendo Switch
- VARIABLE BARRICADE（有村乃愛）
- CLOCK ZERO 〜終焉の一秒〜 Devote
- 幻奏喫茶アンシャンテ
- BUSTAFELLOWS

2020年
- オランピアソワレ
- エコーズ オブ パンドラ - Echoes of Pandora -（センチュリオン、ブラックパンサー、KV-3、M4A3カリオペ、LT vz.38）
- 薄桜鬼 真改 銀星ノ抄

2021年
- LoverPretend（鹿山ゆう）
- 君は雪間に希う
- 薄桜鬼 真改 黎明録
- ウインドボーイズ!

2022年
- ラディアンテイル（レーヴェ）
- even if TEMPEST 宵闇にかく語りき魔女

2023年
- ラディアンテイル 〜ファンファーレ！〜（レーヴェ）

2024年
- 燃えよ!乙女道士 〜華遊恋語〜（ミーミ）

2025年
- 9 R.I.P. sequel（天堂雛菊）

### ドラマCD
2011年
- 華鬼 〜恋い初める刻 永久の印〜 ドラマCD「神無のホストクラブ体験記」
- BROTHERS CONFLICT シルフ12月号付録CD
- BROTHERS CONFLICT 存在の不確かな神サマだから

2012年
- 白華の檻 〜緋色の欠片4〜 四季の詩 ドラマCD 雪花二降（2012年、女子生徒）
- アブナイ★恋の捜査室 〜彼女の合コンを阻止せよ!編〜（2012年）

2014年
- CLOCK ZERO 〜終焉の一秒〜 ドラマCD Nobody knows the world 〜誰も知らない世界〜（2014年）

### 吹き替え

#### 映画
- ザ・グラビティ（2014年、アンドレア）

### ナレーション
- ラジオCM「ハタナカプロダクション」
- ラジオCM「廃車王」（2014年）
- テレビCM「大昆虫展 in 東京スカイツリータウン」（2014年）
- 「チャコールダイエットByKURO」PVナレーション
- ラジオCM「ハイパースムーズ東京」
- 「日産わくわくエコスクール」（ステナイくん）
- 沖縄「喜屋武岬」紹介映像
- 「クリエイター・オブ・ザ・イヤー」出展用映像ナレーション
- 東京動画「都税がスマートフォン決済アプリで納付できるようになります!」（2020年）
- 零 〜濡鴉ノ巫女〜（英語版）（リマスター版）ティザートレーラー、プロモーションビデオ（2021年）[26][27]

### その他コンテンツ
- 「マタニティ＆ベビーフェスタ2012」ブースアナウンス